# Pingo
Pingo je grič z ledenim jedrom na polju permafrosta. 
Griči imajo premer 30-1000 m in višino 3–70 m. Običajno so stožčaste oblike in nastajajo in se ohranjajo samo v permafrostnih okoljih v Arktiki in Subarktiki.  Pingo je periglacialna reliefna tvorba, opredeljena kot neledeniška reliefna tvorba ali proces, povezan s hladnim podnebjem. Ocenjuje se, da je na Zemlji več kot 11.000 pingov. Največ, okoli 1350, jih je na območju polotoka Tuktoyaktuk v severni Kanadi. Podatkov o pingih je trenutno izredno malo.

## Zgodovina
Pinge je prvi opisal  John Franklin leta 1825, potem ko se je povzpel na majhen pingo  na otoku Ellice v delti Mackenzieja. Naziv pingo je prvi uporabil arktični botanik Alf Erling Porsild leta 1938 v svojem članku o zemeljskih gomilah zahodne arktične obale Kanade in Aljaske. Izposodil si ga je od Inuitov iz zahodne Kanade. Izraz pingo v njihovem jeziku pomeni stožčast grič. Porsildu v čast je poimenovan Pingo Porsild na Tuktoyaktuku.

## Nastanek
Pingi lahko nastanejo samo v okolju permafrosta. Zaradi taljenja podpornega ledu se lahko zrušijo, pri čemer lahko nastane kraterju podobna vdrtina. Porušeni pingi na nekem območju kažejo, da je tam nekoč obstajal permafrost.

### Hidrostatični pingi
V zaprtem sistemu nastane pingo kot posledica hidrostatičnega tlaka vode v njegovem jedru. Takšni pingi nastajajo v območjih trajnega permafrosta z neprepustno plastjo tal na ravnih, slabo odvodnjenih območjih z omejeno količino podzemne vode, kot so plitva jezera in rečne delte. Proces je shematsko prikazan na sliki. Neprepustna plast jezerskih sedimentov omogoča zbiranje rekoče vode pod njo. V zimskih mesecih začne sedimentna plast zmrzovati in s tem raztezati, kar ima za posledico zvišanje hidrostatičnega tlaka in potiskanje sedimentov navzgor. V poletnih mesecih se začne ledeno jedro gomile taliti, kar ima za posledico njeno pogrezanje.

### Hidravlični pingi
Hidravlični pingi ali pingi odprtih sistemov so posledica podzemnega vodnega vira. Hidrostatični tlak, ki potiska vodo navzgor, povzroči nastanek ledene leče na vrhu vodnega stebra. Pingi z odprtim sistemom nimajo omejitev glede količine razpoložljive vode, razen če vodonosnik zamrzne. Pogosto se pojavljajo ob vznožju pobočij vzpetin in so splošno znani kot pingi  grenlandskega tipa. Podtalnica je izpostavljena arteškemu pritisku in z rastjo ledenega jedra potiska tla navzgor. Tal ne dviguje sam arteški tlak, temveč ledeno jedro, ki se napaja z vodo iz vodonosnika. Hidravlični pingi so pogosti v  tankem in prekinjenem permafrostu, ki omogoča nastanek ledenega jedra in hkrati zagotavlja oskrbo z arteško podtalnico. Pogosto so podolgovati ali ovalni, proces njihovega nastajanja pa še ni popolnoma pojasnjen. 
Hidravlični pingi običajno zrastejo le nekaj centimetrov na leto. Največji torej nastajajo več desetletij ali celo stoletij in rastejo iz sredine v višino in ne hkrati v višino in širino. Visoki so od 3 do 70 m in imajo premer od 30 do 1000 m. Običajno so okrogli. Manjši imajo običajno zaobljene vrhove, večji pa so zaradi tajanja ledu podrti ali imajo obliko kraterja.

## Lokacije

### Grenlandija
Na Granlandiji je tudi več drugih ledeniških reliefnih tvorb. Ocenjuje se, da je na zahodni obali 29 pingov in na vzhodni obali 71 pingov. Večina pingov se nahaja v zalivu Disko in na polotoku Nuussuaq na zahodu otoka. Debelina permafrosta v zalivu Disko je okoli 150 m, kar zagotavlja idealne pogoje za razvoj pingov zaprtega sistema. Največji pingo je na otoku Disko. Širok je okoli 100 m in visok 15 m. Največji pingo na vzhodni obali je polkrožne oblike, širok 100 m in visok 8 m in je še aktiven.

### Kanada
Polotok Tuktoyaktuk je območje z morsko tundro na obali Arktičnega oceana v severozahodni Kanadi. Polotok je prekrit z debelim permafrostom, starim več kot 50.000 let. Pingi na tem območju  se razlikujejo po velikosti in premeru. Najbolj priljubljen je Ibyuk pingo, ki je tudi najvišji pingo v Kanadi.  V višino meri 50 m in vsako leto zraste za nekaj centimetrov. Je eden najmlajših na tem območju, ocenjeno star okoli 1000 let. Okoli leta 1990 se je več večjih pingov začelo taliti.

### Aljaska
S permafrostom je pokrito približno 80% Aljaske. Po vsej Aljaski je več kot 1500 pingov, večinoma z odprtim sistemom. Visoki so od 3 do 54 m in imajo premere od 15 do 450 m. Najvišji pingo na svetu je prav aljaški Kadleroshilik pingo. Visok je 54 m in še zraste nekaj cm na leto.

### Sibirija
Največja gostota pingov v Sibiriji je ob reki Leni v okolici Jakutska. Na tem območju je okoli 500 pingov. Območje tvorijo aluvialne nižine z območji debelega permafrosta, ki omogoča nastanek in razvoj pingov.

### Srednja Azija
Območja Srednje Azije so znana po najvišje ležečih pingih na svetu. Na Tibetanski planoti so zaradi trajno zamrznjenega terena pingi na nadmorski višini tudi nad 4.000 m. To okolje je kot nalašč za nastajanje pingov, nizke temperature pa preprečujejo njihovo propadanje.

### Skandinavija
V Skandinaviji ni nobenega znanega pinga, nekatere tvorbe pa kažejo, da so v preteklosti morda obstajali.

### Mars
Na Marsu ni potrjen noben pingo, obstaja pa nekaj njim podobnih tvorb, ki se zaradi pomanjkanja dokazov ne štejejo za pinge.

## Učinki podnebnih sprememb
Zaradi globalnega segrevanja se temperature v Arktiki hitro dvignejo, kar povzroča taljenje permafrosta, izjemno občutljivega na podnebne spremembe. Posledica segrevanja je seveda tudi taljenje jeder in sesedanje pingov in nastanek jezer. Vpliv podnebnih sprememb na rast in propadanje pingov trenutno preučuje le nekaj študij. 